# Jacek Laszczkowski
Jacek Laszczkowski (ur. 28 marca 1966 w Szczuczynie) – polski śpiewak operowy, który z powodzeniem godzi śpiewanie głosem sopranowym z tenorowym, zapraszany jako pedagog do prowadzenia kursów mistrzowskich. Śpiewał na najważniejszych scenach oraz festiwalach muzycznych w Europie.

## Życiorys

### Wczesne lata
Urodził się w Szczuczynie. Naukę gry na klarnecie rozpoczął w Państwowej Szkole Muzycznej w Białymstoku. Studiował śpiew w warszawskiej Akademii Muzycznej im. Fryderyka Chopina, gdzie uzyskał dyplom z wyróżnieniem, a zdobywając najwyższe wyniki był dwukrotnym stypendystą Ministra Kultury i Sztuki. Jeszcze jako student wystąpił jako Ernesto w operze Don Pasquale Gaetana Donizettiego w Wiener Kammeroper w Wiedniu. 

### Kariera
Debiutował w operze Uprowadzenie z seraju Wolfganga Amadeusa Mozarta na scenie Warszawskiej Opery Kameralnej, gdzie stał się etatowym solistą. W roku 1991 otrzymał trzy nagrody na Międzynarodowym Konkursie Wokalnym w Vercelli (we Włoszech). Rok potem wystąpił w brytyjskim prawykonaniu opery Hermiona (Ermione, 1992) Gioacchina Rossiniego w Queen Elisabeth Hall w Londynie; koncert ten był transmitowany i nagrywany przez radio BBC 3. W 1993 został laureatem Międzynarodowego Konkursu Wokalnego w Tuluzie (we Francji). W 1995 wziął udział w operze Caritea, Regina di Spagna Saverio Mercadante na Festiwalu Della Valle D’Itria we Włoszech. Opera, wykonywana po raz pierwszy w XX wieku, została nagrana i wydana na płytach CD. W 1996 w mediolańskiej La Scali w operze Gracz Siergieja Prokofjewa. 
Jako sopranista zadebiutował z wielkim powodzeniem w roku 1997. Występował na największych scenach operowych Europy jak: Hamburgische Staatsoper, Monachijska Bayerische Staatsoper czy Palais Garnier w Paryżu. Zagrał główną rolę Adama w filmie telewizyjnym Opowieści weekendowe: Dusza śpiewa (1997) Krzysztofa Zanussiego. Wystąpił również w filmie Ono (2004) Małgorzaty Szumowskiej. Kreacja Nerona w Koronacji Poppei Monteverdiego w inscenizacji Hamburskiej Staatsoper przyniosła mu tytuł Śpiewaka Roku 2003, przyznawany przez najbardziej uznanych światowych krytyków operowych, którzy współpracują z prestiżowym czasopismem operowym Opernwelt. 
Dokonał wielu nagrań dla TV, Radia i na płyty CD. W 2007 Telewizja Arte nakręciła Die Stimme des Himmels (Głos z niebios), film-portret o Jacku Laszczkowskim.
Występował także m.in. jako Tirinto w Imeneo Haendla, Sesto w Giulio Cesare Haendla w Warszawskiej Operze Kameralnej, Anfione w Niobe, Regina di Tebe Agostino Steffaniego w Operze Królewskiej w Londynie (2010), Czartkow w Portrecie Mieczysława Wajnberga w Teatrze Wielkim w Poznaniu (2013), Ubu w Ubu Rex Krzysztofa Pendereckiego w Operze Bałtyckiej (2013-2014) czy Herod w Salome Richarda Straussa wg dramatu Oscara Wilde’a w reż. Mariusza Trelińskiego w Teatrze Wielkim-Operze Narodowej (2016). 
W 2011 został odznaczony Srebrnym Medalem „Zasłużony Kulturze Gloria Artis”.
Na antenie TVN prowadził program rozrywkowy pt. Start w TVN-ie - meta na scenie.

## Wybrana dyskografia
jako tenor:
- Saverio Mercadante: Caritea, Regina di Spagna, Nuova Era
- Jacopo Peri: L'Euridice, Pro Musica Camerata

jako sopran:
- Georg Friedrich Händel: Imeneo, Pro Musica Camerata
- Georg Friedrich Händel: Teseo, DVD
- Alessandro Scarlatti: San Casimiro, Re di Polonia, Acte Préalable
- Antonio Vivaldi: Catone in Utica, Dynamics
- Antonio Vivaldi: Rosmira fedele, Dynamics